# Phyllachora consociata
Phyllachora consociata är en svampart som beskrevs av Chardón 1932. Phyllachora consociata ingår i släktet Phyllachora och familjen Phyllachoraceae.   Inga underarter finns listade i Catalogue of Life.